# Ana Rute
Ana Rute Santos Marques Rodrigues (nascida em 29 de janeiro de 1998) é uma futebolista portuguesa que atua como meio-campista no Campeonato Nacional Feminino clube SC Braga e na seleção feminina de Portugal.

## Carreira internacional
Ana Rute estreou-se por Portugal frente a Israel. Em 30 de maio de 2023, ela foi incluída na seleção de 23 jogadores para a Copa do Mundo Feminina da FIFA 2023.